# Робство
Робството е социално-икономическа и правна система, при която хора, наричани роби, са разглеждани като собственост на други хора, наричани робовладелци. То е особеност на производителните сили в историята на икономиката и на производствените отношения. Робите не притежават лична свобода и често са подложени на принудителен труд. Те са собственост на робовладелците и могат да бъдат купувани и продавани от момента на своето залавяне, покупка или раждане. Лишени са от правото да се придвижват свободно, да отказват труд или да изискват заплащане за труда си, а в някои правни системи собствениците имат правото дори да изтезават и убиват робите си. Думата „робство“ има и по-широка употреба: в обществен смисъл се свързва с подчинение и безправие, а в психологически смисъл се разбира като зависимост: „роб на страстите си“, „робува на амбициите си“ и пр.
Робството е известно от дълбока древност, но се проявява в различни форми при различните цивилизации. Изглежда, че историческия си произход дължи на практиката военнопленници да бъдат използвани като работна ръка. Такава е съдбата на някои завладени и поробени народи. Културният разцвет на Древна Атина и Древен Рим например е основан на икономика, разчитаща изцяло на робски труд. Аристотел смята, че робството е природен феномен. С прехода от робството към феодализма по-голямата част от работната сила вече не е робска. Въпреки това робството не изчезва, а се запазва в по-голяма или по-малка степен както в рамките на Средновековието, така и Новото време, като процъфтява по време на колонизацията на Америка. Трансатлантическата търговия с роби е най-емблематичната картина на робството поради своята дълготрайност (продължила е няколко века), обхват (засегнала е десетки милиони роби) и историческо въздействие (върху Съединените щати и Африка).
Движението против робството започва също от древността, но придобива нов тласък от края на XVIII век, когато завършва с премахването на робството в повечето страни по света, но не без силна съпротива (Гражданската война в САЩ). Въпреки че робството е осъдено от древни времена, минават векове, преди да бъде премахнато, като днес то е официално забранено във всички държави по света след влизане в сила на Международния пакт за граждански и политически права. Последната отхвърля робството Мавритания през 1981 г. Въпреки това според различни оценки броят на съвременните роби е между 20 и 36 милиона души — едно от най-ниските относителни равнища в световната история. Повечето от тези хора се намират главно в Южна Азия и са загубили свободата си като обезщетение за неизплатени дългове или неизпълнени обещания. Съвременното робство е свързано преди всичко с практиката на заробване на длъжници, нови форми на крепостно право, деца-войници, домашни прислужници под строг надзор, насилствени бракове и трафик на хора (главно на жени и деца с цел проституция).
Международният ден за възпоменание на търговията с роби и нейното премахване се празнува на 23 август, а Международният ден за премахване на робството се празнува на 2 декември. Множество съвременни международни договори (включително Конвенцията за робството от 1926 г.) забраняват робството и го смятат за престъпление срещу човечеството.

## Етимология
Българската дума „роб“ присъства още в старобългарския като „робъ“ с близко до сегашното си значение — роб, крепостен селянин, подчинен, слуга. Предполага се, че тя произлиза от формата в родителен падеж *arbā́ на праславянската дума *ãrbъ (домашен работник, слуга) и сродната *arbȩ („дете“). Тези думи от своя страна се извеждат от праиндоевропейския корен *orbho – „сирак, малко дете, слуга, роб“.
В Западна Европа до X век за роби и за крепостни селяни еднакво се ползва латинската дума „servus“ („слуга“). В повечето съвременни европейски езици наименованието на робите произлиза от средновековно-латинската дума „sclavus“ (английски: „slave“; френски: „esclave“; немски: „Sklave“ и т.н.). Тези форми произлизат от наименованието на славяните, тъй като в Ранното Средновековие много от робите в Западна Европа идват от Централна и Източна Европа. В частност Омаядските халифи от Кордова са се снабдявали с роби с помощта на съседите си франки, които извършвали набези през срещуположната граница на франкските владения. Тъй като заловените там роби са славяни, това обяснява произхода на думата в английския език.

## История

### Възникване на робството и ранен период
Съществуват свидетелства за наличието на робство при много култури още от времето преди най-ранните писмени източници. Предполага се, че робството е рядко в културите на ловци-събирачи, в които общественото разслоение е относително слабо. Смята се, че масовото робство изисква стопански излишъци и сравнително висока гъстота на населението, поради което то вероятно се развива едва с появата на земеделието по време на започналата през XI хилядолетие пр.н.е. неолитна революция.
Ранни археологически сведения за наличие на робство се откриват в праисторически погребения от Долен Египет, датирани към VIII хилядолетие пр.н.е. Най-ранните писмени сведения са части от Законника на Хамурапи, съставен в Месопотамия през XVIII век пр.н.е. В него се предвижда смъртно наказание за тези, които подпомагат бягството на роби. Библията също разглежда робството като отдавна установена институция.
Робството е известно в почти всички ранни цивилизации — Шумер, Древен Египет, Китай, Акадското царство, Асирия, Индия, Древна Гърция, Древен Рим, при маите, ацтеките и инките. В древността човек е можел да попадне в робство заради дългове, за престъпления или като военнопленник; роби са ставали също деца на роби и изоставени деца.

### Робството в Античността
Свидетелствата за наличие на робство в Древна Гърция датират още от Микенската епоха. През Класическата епоха 40% (според някои автори дори 80%) от жителите на Атина са роби. Аристотел приема теорията за естественото робство, според която някои хора са роби по природа, докато стоиците се придържат към възгледа за естественото равенство на всички хора и критикуват робството като противоречащо на природните закони. Сигурно е, че Древна Атина е притежавала най-голям брой роби, които достигат 80 000 през VI и V век пр.н.е. От две до четири пети от населението на града са роби.
Робството съществува в Древен Рим от самото му възникване, но с териториалното разширение на Римската република в робство попада населението на цели географски области, което създава значителен приток на роби в Европа и Средиземноморието. Гърци, илири, бербери, германи, траки, гали, евреи, араби и хора от много други етноси са превърнати в роби, използвани не само за работа, но и за забавления (например като гладиатори или сексуални роби). Общият брой на заробените хора през съществуването на Римската държава се оценява на поне сто милиона души.
Големият брой на робите в Древен Рим води до периодични робски въстания, най-известното от които е въстанието на Спартак в началото на I век пр.н.е. Към края на Републиката робството се превръща в жизненоважен икономически стълб за богатството на Рим. Смята се, че 25% или повече от населението на Древен Рим е съставено от роби. Робите нямат отделна стая за спане и спят в някой от ъглите на къщата. Хранят се с остатъците от храната на господарите си. Не им е разрешенo да се женят. Според някои учени, робите представляват 35% или повече от населението на тогавашна Италия. Оценките за броя им по времето на Римската империя е от 60 до 100 милиона, като 400 000 са в столицата Рим.

### Робството през Средновековието

#### В Европа
Мащабна търговия с роби се извършва предимно на юг и изток през Ранното Средновековие в Европа: Византийската империя и мюсюлманският свят се снабдяват с роби от езическите области в Централна и Източна Европа (заедно с Кавказ и Тартария).  Търговията с европейски роби достига своя връх през 10 век след бунта на занджи, който предизвиква използването на африкански роби в арабския свят.
През Средновековието Испания и Португалия са сцена на почти постоянно мюсюлманско нашествие в преобладаващо християнски райони. Периодични набези от Андалусия опустошават иберийските християнски царства, като тези експедиции се връщат обратно с плячка и роби. В нападение срещу Лисабон (Португалия) през 1189 г. халифът Абу Юсуф Якуб ал-Мансур взима в плен 3000 жени и деца, а управителят на Кордоба в последвала атака срещу Силвиш (Португалия) през 1191 г. взима 3000 християни роби. От XI до XIX век в Северна Африка берберски пирати извършват нападения срещу европейските крайбрежни градове, хващат християни роби и ги продават на робските пазари в страни като Алжир и Мароко.
Във Великобритания робството продължава да се практикува след падането на Рим. Законите в средновековен Уелс предвиждат робски статут. Търговията нараства след нашествията на викингите, с големи пазари в Честър и Бристъл. По времето на Книгата на Страшния съд (1086 г.) около 10% от населението е съставено от роби. Робството в средновековна Европа е толкова често срещано явление, че Католическата църква многократно го забранява. През 1452 г. обаче папа Николай V издава папска була Dum Diversas, която предоставя на царете на Испания и Португалия правото да обрекат мюсюлмани, езичници и всякакви други невярващи на вечно робство, легитимирайки по този начин търговията с роби в резултат на война.. Папа Павел III забранява поробването на местните американци през 1537 г. в папската си була Sublimus Dei. Доминикански монаси, които пристигат в испанското селище Санто Доминго, категорично осъждат поробването на местните американски жители. Заедно с други свещеници те осъждат отношението към тях и го категоризират като несправедливо и незаконно в аудиенция с испанския крал и Кралската комисия.
Византийско-османските войни довеждат до залавянето на стотици хиляди европейци, предимно от пирати; заловените са продадени като роби в Северна Африка и Османската империя между XVI и XIX век. Набезите за роби са извършвани най-вече от араби и бербери, не толкова от османски турци. Търговията с роби се е извършвала на специални тържища, каквито е имало в повечето малки градове.
Кръвният данък представлява насилствено отвеждане на малки християнски момчета от домовете им, насилствено налагане на исляма и записване в корпуса на еничарите — специална военна класа в османската армия, с решаващо значение при османските нашествия в Европа. Повечето военни командири в османската армия, везири на султана и други управници в империята са набирани по този начин. Наложниците в харема на османския султан се състоят основно от купени робини, като преобладават тези от християнски произход.

#### В арабския свят и Близкия изток
В ранните ислямски държави на Западен Судан (днес Западна Африка), включително Гана (750 – 1076), Мали (1235 – 1645), Сегу (1712 – 1861) и Сонгай (1275 – 1591), около една трета от населението е съставено от роби. Арабската търговия с роби продължава от 7. век до около 60-те години на 20 век под една или друга форма.
Ибн Батута няколко пъти показва, че е получавал закупени роби. Великият учен от 14. век Ибн Халдун пише: „Чернокожите народи са като правило лесно подчиняеми на робство, защото те имат малко малко (същество) човешко и притежават качества, подобни на тези на тъпи животни“. Робите са закупени или заловени на границите на ислямския свят и след това внесени до основните центрове в Близкия изток, където са робските пазари, на които са разпродадени. В същото време много роби в региона са внесени от Централна Азия и Кавказ, а също така взети във войните с християнските народи на средновековна Европа. Историците смятат, че от 650 до 1900 година, между 10 и 18 милиона души са поробени от арабските търговци на роби и са взети от Европа, Азия и Африка през Червено море, Индийския океан, и пустинята Сахара.

### Робството в ново време

#### Османска империя
В Османската империя робството е широко разпространено, като в роби се превръщат както славяни и европейци от север, така и африканци от юг. Пропорцията на робите сред населението варира, като е по-голяма в градовете – през 1609 г. робите са около една пета от населението на столицата Константинопол Според митнически статистически данни от XVI и XVII век, от района на Черно море между 1450 и 1700 г. в Константинопол са пристигнали около 2,5 милиона роби. Робите се използват за различни цели: те служат като еничари, моряци, занаятчии, домашни слуги, евнуси и наложници в харемите. Освен това роби, които са специално обучени и имат способности, биват назначавани на високи административни постове, демонстрират изключителна лоялност и допринасят за развитието на империята.
След реформите, инициирани по време на Танзимата, робството постепенно е премахнато и към края на XIX век търговията с роби в Османската империя се практикувала само контрабандно.

### Форми на робство в съвременната епоха

#### Заробване на длъжници
Заробване за дългове (известен и като принудителен труд) е залог, обещание за труд или услуги като обезпечение за погасяване на дълг или друго задължение на дадено лице. Необходимите за погасяване на дълга тип услуги могат да бъдат неопределени, а също така продължителността на услугите може да е за неопределен срок. Може да се предава от поколение на поколение.
Заробването за дългове е описано от Организацията на обединените нации като форма на съвременното робство и търси начини за премахване на практиката. Повечето страни се подчиняват на това изискване, но практиката е все още широко разпространена в Южна Азия. В Индия е законово премахнато през 1976 г., но въпреки това остава широко разпространена.

#### Деца-войници
Използването на деца за военни цели може да представлява пряко участие във въоръжени действия, служене като портиери, шпиони, куриери, съгледвачи, или за политически изгоди – като жив щит или за пропаганда.
През цялата човешка история и в много култури, децата участват във военните кампании. В Първата световна война, във Великобритания 250 000 момчета под 19-годишна възраст успяват да се присъединят към армията. Във Втората световна война деца-войници се сражават в цяла Европа – във Варшавското въстание, в еврейската съпротива и в съветската армия.
От 1970 г. насам редица международни конвенции влизат в сила, които се опитват да ограничат участието на децата при въоръжени конфликти; независимо от това използването на деца във военни сили, както и активното им участие във въоръжени конфликти е широко разпространена.
Деца-войници са открити от Централна Америка да района на Големите езера на Централна Африка, и от Белфаст в северната част до Ангола в южната. Децата са лесни мишени за набиране за военни цели, защото лесно попадат под различни влияния. Много от тях са иззети и назначени със сила. Днес това се счита за една от формите на съвременно робство.

#### Насилствени бракове
Принудителен брак е брак, при който едната или двете страни се женят без да са дали съгласието си за това, против волята си. Принудителният брак се различава от уредения брак, в който двете страни се съгласяват да им бъде оказана помощ, или от родителите, или от трета страна (сватовник) при определянето на съпруг, въпреки че понякога разликата между двата брака е трудно различима. Принудителният брак все още се практикува в различни култури по света, особено в части от Южна Азия и Африка. Днес той се разглежда като форма на съвременно робство.
Вижданията на ООН за принудителния брак е, че е форма на злоупотреба с правата на човека и нарушава принципа на свободата и независимостта на индивида. Всеобщата декларация за правата на човека гласи, че правото на жената да избира съпруг и влиза свободно в брак е в центъра на равенството, живота и достойнството на всяко човешко същество.

#### Трафик на хора
Трафикът на хора в същността си е търговия с хора, най-често с цел сексуално робство, принудителен труд или друг вид сексуална експлоатация. Това може да включва принудителни бракове, извличането на органи или тъкани, включително сурогатно майчинство или премахване на яйцеклетки.
Трафикът на хора може да се провежда в рамките на една страна или на мултинационално ниво. Той е считан за престъпление срещу човечеството поради нарушаване на правата на жертвите и е осъден като нарушение на човешките права от международни конвенции.

## Премахване на робството
Робството съществува в една или друга форма през цялата човешката история наред с различни движения през различните периоди за освобождение на големи или малки групи роби.
Испанската колонизация на Северна и Южна Америка предизвиква дискусии за правото на поробване на американските индианци. Забележителен критик на робството в испанските колонии е Бартоломе де лас Касас, който се противопоставя на поробването на коренните жители на Америка, а по-късно и на африканците.
Един от първите протести срещу робството идва от немски и холандски квакери в Пенсилвания през 1688 г. Един от най-важните етапи в кампанията за премахване на робството в целия свят настъпва в Англия през 1772 г., с британския съдия лорд Менсфийлд, който иска да обяви робството за незаконно в Англия. Парламентът на Британската империя забранява робството в почти всички свои територии през 1833 година.
В САЩ забраната влиза в сила през декември 1865 година с XIII поправка към конституцията – 8 месеца след края на Американската гражданска война.